# George James Allman
George James Allman (n. 1812, Cork, Irlanda – d. 24 noiembrie 1898, Poole, Anglia, Regatul Unit al Marii Britanii și Irlandei) a fost un biolog irlandez, profesor de istorie naturală la Universitatea Edinburgh din Scoția.
În 1843 obține doctoratul în medicină la Trinity College, Dublin.
În 1854 devine membru al Royal Society.
În perioada 1874 - 1881, este membru al Linnean Society of London.